# Naiara Egozkue
Naiara Egozkue Extremado (* 21. Oktober 1983 in Pamplona) ist eine ehemalige spanische Handballspielerin, die dem Kader der spanischen Nationalmannschaft angehörte.

## Karriere
Naiara Egozkue begann im Jahre 1994 das Handballspielen beim spanischen Verein Beti Onak Villava. Zehn Jahre später nahm sie der spanische Erstligist SD Itxako unter Vertrag. Mit Itxako gewann die Außenspielerin 2009, 2010, 2011 und 2012 die Meisterschaft, den spanischen Pokal 2010, 2011 und 2012 sowie den EHF-Pokal 2009. Weiterhin stand sie 2008 im Finale des EHF-Pokals sowie 2011 im Finale der EHF Champions League. Ab der Saison 2012/13 lief sie für den deutschen Bundesligisten Bayer 04 Leverkusen auf. Im Sommer 2014 wechselte sie zum spanischen Erstligisten Atlético Guardés. In der Saison 2016/17 stand sie bei CB Zuazo unter Vertrag. Anschließend kehrte sie zu Atlético Guardés zurück. Im Juni 2019 beendete sie ihre Karriere.
Naiara Egozkue nahm mit der spanischen Auswahl an der Weltmeisterschaft 2013 in Serbien teil. Während des Turniers erzielte sie fünf Treffer in sechs Partien. 2014 gewann sie bei der Europameisterschaft die Silbermedaille. Sie nahm an den Olympischen Spielen 2016 in Rio de Janeiro teil.